# Viacheslav I de Kiev
Viacheslav Vladimirovich (en ruso, Вячеслав Владимирович) (1083-2 de febrero de 1154), príncipe de Smolensk (1113-1125), Túrov (1125-1132, 1134-1146), Pereyáslav (1132-1134, 1142), Peresópnitsa (1146-1149), Výshgorod (1149-1151) y Gran príncipe de la Rus de Kiev (1139, 1151-1154). Era hijo de Vladimiro Monómaco y Gytha de Wessex. El 18 de febrero de 1139, sucedió a su hermano, Yaropolk II como Gran príncipe, pero fue expulsado en marzo por Vsévolod II de Kiev. Más tarde gobernó Kiev conjuntamente con su sobrino Iziaslav II de Kiev y murió no mucho después que Iziaslav a finales de 1154 o principios de 1155. Está enterrado en la catedral de Santa Sofía de Kiev. Su único hijo, Miguel Viacheslávich, había fallecido ya en 1129.